# Чёрная птица-носорог
Чёрная птица-носорог (лат. Anthracoceros malayanus) — вид птиц из семейства птиц-носорогов. Подвидов не выделяют. Распространён в Юго-Восточной Азии.

## Описание
Чёрная птица-носорог достигает длины 75—80 см. Оперение чёрное вплоть до белых вершин внешних перьев хвоста, у некоторых особей имеются широкие «брови» от белого до серого цвета. Клюв и шлем самца от белёсого до жёлтого цвета без рисунка, у самки клюв и шлем меньше и чёрного цвета. Кожа лица чёрная у самца, у самки вокруг глаз и пятно на щеке розовые. У птенцов белые вершины хвоста покрыты чёрными пятнами, шлем развит мало, а клюв зеленовато-жёлтый. Кожа лица вокруг глаз оранжевая, либо грязно-жёлтого цвета. Птицы издают громкие, резкие, хриплые крики.

## Распространение
Птицы предпочитают влажные и болотистые местообитания, обитая преимущественно в вечнозелёных влажных джунглях равнин на Малайском полуострове, на Борнео и Суматре. На Борнео они встречаются на высоте примерно до 250 м, а на Суматре — примерно до 500 м над уровнем моря. На Малайском полуострове вид достигает высоты до 1 500 м над уровнем моря, в Лаосе обитает также в хвойных лесах. 

## Образ жизни
Птицы живут часто маленькими группами, численностью от 2-х до 5-и особей, иногда также до 20 животных. Они гнездятся в первичном лесу. Кормится в основном в средних и нижних ярусах леса, а также часто ищет пропитание среди густых зарослей. В состав рациона входят в основном более крупные, богатые липидами плоды; а также мелкие животные, включая насекомых, иногда летучие мыши и птичьи яйца. Ловит летучих мышей, вылетающих из пещер в сумерках, и скармливает их молодым особям.